# Campo Solís
Campo Solís är en ort i Mexiko.   Den ligger i kommunen Xochitepec och delstaten Morelos, i den sydöstra delen av landet, 70 km söder om huvudstaden Mexico City. Campo Solís ligger 1 139 meter över havet och antalet invånare är 162.
Terrängen runt Campo Solís är kuperad österut, men västerut är den platt. Runt Campo Solís är det tätbefolkat, med 591 invånare per kvadratkilometer. Närmaste större samhälle är Cuernavaca, 17,6 km norr om Campo Solís. I omgivningarna runt Campo Solís växer huvudsakligen savannskog.